# Мехмет Шамиль Бей
Мехме́т Шами́ль Бей (тур. Mehmet Şamil Bey, имя при рождении — Осма́н Пашазаде́ Мехме́т Шами́ль (тур. Osman Paşazade Mehmet Şamil), имя согласно «Закону о фамилиях» — Мехме́т Шами́ль Шхаплы́ (тур. Mehmet Şamil Şhaplı); 1891, Медина, Османская империя (ныне Саудовская Аравия) — 7 февраля 1957, Стамбул, Турция) — турецкий дипломат, журналист и спортивный деятель, который был одним из 22 членов-учредителей и первым президентом турецкого клуба «Бешикташ». Его президентство длилось 5 лет (1903—1908 гг.). 

## Биография
Мехмет Шамиль Бей черкес по происхождению. Родился в 1891 году в Медине, Османская империя (ныне Саудовская Аравия). Был старшим из 11 братьев и сестёр в семье. Отец — Шхаплы Осман Ферит-паша, родился в Дагестане и являлся потомком Шапли Кубилайко Магомет-бея, военного деятеля убыхского племени в Сочи. Мать — Эмир Нефисет Ханым, внучка Шамиля, 3-го имама Дагестана, политического, военного и духовного лидера кавказского сопротивления Российской империи в 1800-е годы. Родители Мехмета Шамиля встретились в Медине, когда Осман Ферит-паша там служил шейхом аль-Харамом.
В связи с новым назначением Османа Ферит-паши командиром военных казарм Ташкишла, Мехмет Шамиль переехал со своей семьёй в Стамбул, где учился в Французском лицее имени Святого Иосифа в Стамбуле.
Осенью 1902 года группа молодых спортсменов, в которой состояли Мехмет Шамиль и его брат Хусейн Берекет, занимались гимнастикой, тяжёлой атлетикой и борьбой в гареме Шейххюль Осман-паша Конаги в районе Бешикташ в Стамбуле. Вскоре, в 1902 году, группа была взята под стражу, поскольку в тот период в Османской империи играть в футбол было запрещено, однако они были освобождены после того, как выяснилось, что они занимались лёгкой атлетикой, а не играли в футбол.
В марте 1903 года группа основала спортивный клуб «Бешикташ».
После смерти отца Мехмет Шамиль переехал в Женеву, Швейцария, где изучал политологию в Женевском университете.
В 1934 году Мехмет получил фамилию «Шхаплы» в соответствии с «Законом о фамилиях».
Мехмет Шамиль Шапли умер 7 февраля 1957 года в Стамбуле. После церемонии в мечети Тешвикие он был похоронен на Эюпском кладбище.